# Pannspegel

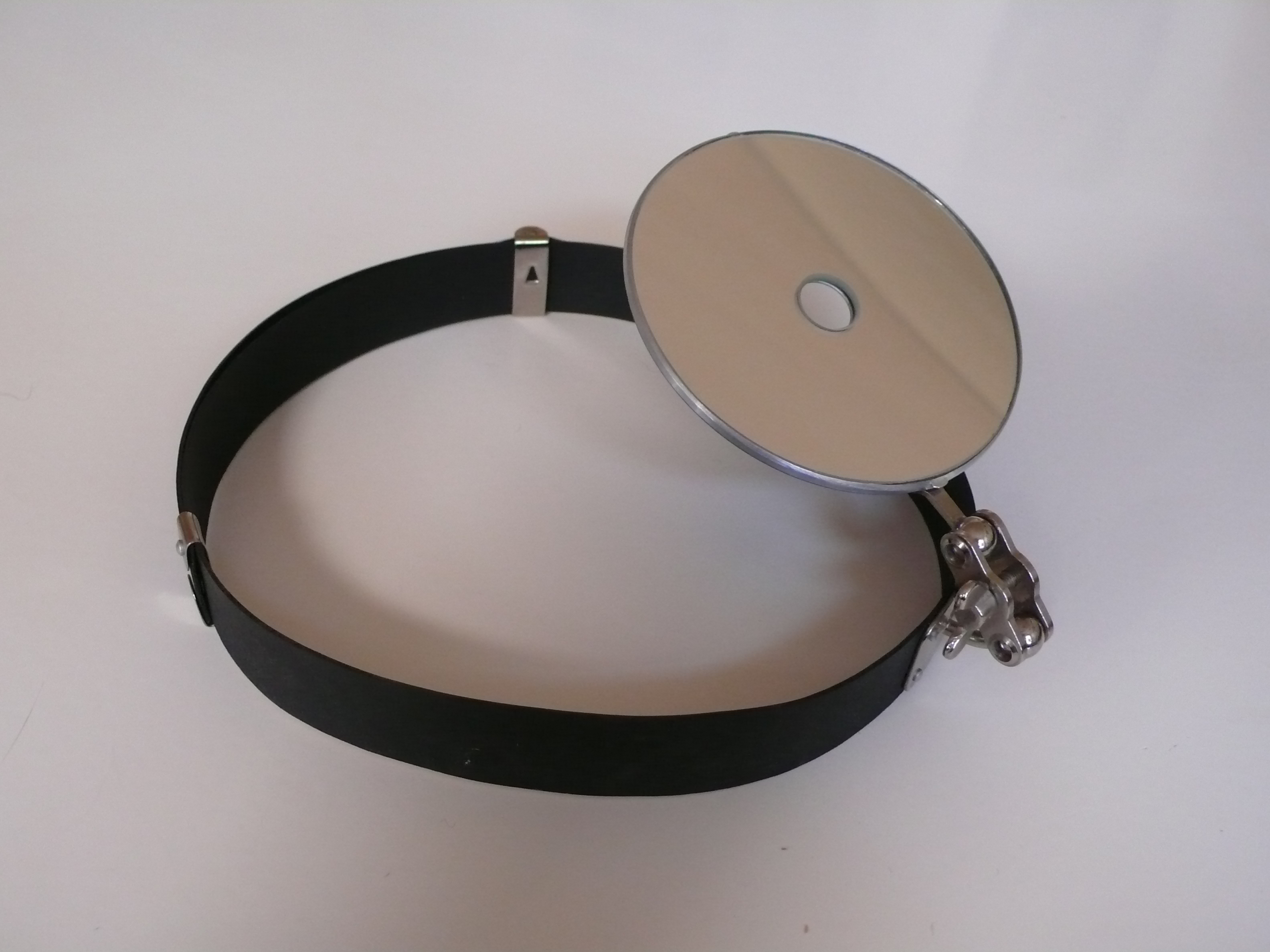
En pannspegel.

En pannspegel är en spegel med hål i mitten, som fästs på huvudet med en form av pannband. Den används när läkare eller annan vårdpersonal undersöker en patient. Pannspegeln koncentrerar ljuset och gör det lättare att undersöka det aktuella området på patienten.
Pannspegeln har i stor utsträckning ersatts av andra instrument,[källa behövs] men förekommer vanligtvis som illustrerande attribut för läkare, tillsammans med bland annat stetoskop och läkarrock.